# Bousselange
Bousselange  ist eine französische Gemeinde mit 52 Einwohnern (Stand 1. Januar 2022) im Département Côte-d’Or in der Region Bourgogne-Franche-Comté. Sie gehört zum Arrondissement Beaune und zum Kanton Brazey-en-Plaine.
Nachbargemeinden sind Montagny-lès-Seurre im Nordwesten, Tichey im Nordosten, Saint-Loup und Annoire im Osten, Pourlans im Süden sowie Lanthes und Grosbois-lès-Tichey im Westen.

## Siehe auch

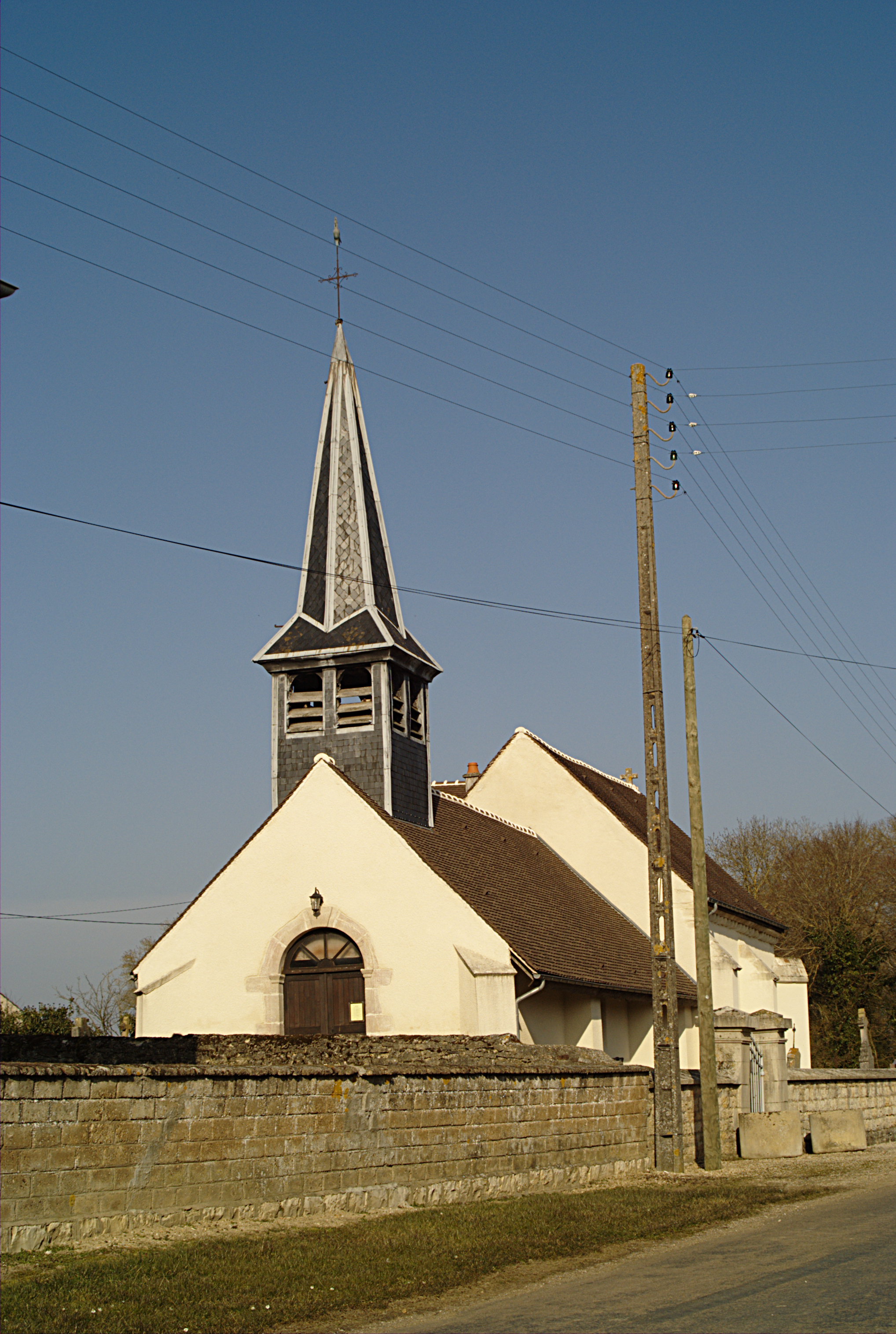
Kirche Mariä Geburt (Église de la Nativité de la Vierge)

## Bevölkerungsentwicklung
| Jahr                       | 1962 | 1968 | 1975 | 1982 | 1990 | 1999 | 2008 | 2016 |
| -------------------------- | ---- | ---- | ---- | ---- | ---- | ---- | ---- | ---- |
| Einwohner                  | 92   | 88   | 82   | 76   | 69   | 66   | 54   | 54   |
| Quellen: Cassini und INSEE |      |      |      |      |      |      |      |      |